# Xuyên tạc lịch sử
Xuyên tạc lịch sử (Historical negationism) hay còn gọi là bóp méo lịch sử (Historical denialism) là hành vi nỗ lực làm thay đổi và tác động đến quá khứ qua đó nhằm thực hiện việc phủ nhận lịch sử. Về bản chất thì đó là chủ nghĩa xét lại lịch sử bất hợp pháp bằng cách sử dụng các kỹ thuật không được phép trong phương pháp diễn ngôn lịch sử đúng đắn, chẳng hạn như trình bày các tài liệu giả mạo đã biết là xác thực, bịa ra những lý do khéo léo nhưng không hợp lý để người khác không tin tưởng các tài liệu lịch sử xác thực, đưa ra kết luận trong các sách báo, ấn phẩm và nguồn báo cáo theo hướng đảo ngược, thao túng các chuỗi thống kê để hỗ trợ cho những luận điểm nhất định, kể cả việc cố tình dịch thuật sai lạc các văn bản truyền thống hoặc hiện đại. Một số quốc gia, chẳng hạn như Đức, đã hình sự hóa việc sửa đổi phủ nhận một số sự kiện lịch sử, trong khi những quốc gia khác có lập trường thận trọng hơn vì nhiều lý do, chẳng hạn như để bảo vệ quyền tự do ngôn luận. Những quốc gia khác trong quá khứ đã có chính sách bắt ép theo quan điểm phủ nhận sạch trơn, chẳng hạn như tiểu bang California của Hoa Kỳ, nơi người ta tuyên bố rằng một số trẻ em trong trường đã bị ngăn cấm một cách rõ ràng việc chúng không được học về cuộc diệt chủng ở California. Những ví dụ đáng chú ý về chủ nghĩa phủ nhận lịch sử, tẩy trắng quá khứ bao gồm việc phủ nhận Holocaust, phủ nhận Nakba, phủ nhận Holodomor, phủ nhận diệt chủng người Armenia, phủ nhận vai trò của Liên minh miền Nam, và huyền thoại Wehrmacht trong sạch. Trong văn học, việc xuyên tạc lịch sử đã được mô tả một cách giàu trí tưởng tượng trong một số tác phẩm hư cấu chẳng hạn như tác phẩm Nineteen Eighty-Four đầy tư tưởng chống cộng của George Orwell. Trong thời hiện đại, chủ nghĩa phủ nhận lịch sử có thể lan truyền qua các chương trình nghị sự chính trị, tôn giáo thông qua phương tiện truyền thông nhà nước, phương tiện truyền thông dòng chính và phương tiện truyền thông mới, chẳng hạn như Internet.

## Đại cương
Lịch sử cung cấp cái nhìn sâu sắc về các chính sách và hệ lụy chính trị trong quá khứ, và do đó hỗ trợ mọi người trong việc suy rộng các hàm ý chính trị cho xã hội đương đại. Phủ nhận lịch sử được áp dụng để vun đắp một huyền thoại chính trị cụ thể, đôi khi với sự đồng ý chính thức từ chính phủ, theo đó các nhà sử học độc lập, nhà sử học nghiệp dư, những nhà quan sát, và những nhân vật bất đồng chính kiến sẽ cố ý thao túng hoặc trình bày sai lệch các tài liệu, dữ kiện lịch sử để đạt được mục đích chính trị, gieo rắc sự ngờ vực và hoài nghi, ví dụ, sau cuối những năm 1930 ở Liên Xô, hệ tư tưởng của Đảng Cộng sản Liên Xô và sử học ở Liên Xô coi thực tế và đường lối của đảng là cùng một thực thể trí tuệ, đặc biệt là liên quan đến Nội chiến Nga và các cuộc nổi loạn của nông dân. Chủ nghĩa xét lại lịch sử của Liên Xô đã đưa ra một chương trình nghị sự cụ thể, chính trị và ý thức hệ về nước Nga và vị trí của nước này trong lịch sử thế giới. Phủ nhận lịch sử áp dụng các kỹ thuật nghiên cứu, trích dẫn và cách trình bày định hướng để lừa dối người đọc và phủ nhận hồ sơ lịch sử. Để ủng hộ quan điểm "lịch sử đã đánh giá lại", nhà sử học phủ nhận sử dụng các tài liệu giả làm nguồn chính thống, đưa ra lý do ngụy biện để không tin tưởng các tài liệu chính thống, khai thác các ý kiến đã công bố bằng cách trích dẫn ngoài bối cảnh lịch sử, thao túng số liệu thống kê và dịch sai văn bản sang các ngôn ngữ khác.
Các kỹ thuật thay đổi của chủ nghĩa xét lại lịch sử hoạt động trong không gian trí tuệ của cuộc tranh luận công khai nhằm thúc đẩy một cách giải thích nhất định về lịch sử và quan điểm văn hóa của "lịch sử đã sửa đổi". Là một tư liệu quá khứ hiện thực khách quan, thủ thuật lịch sử được sửa đổi (lật sử) được sử dụng để phủ nhận tính hợp lệ của hồ sơ tài liệu, thực tế và do đó định hình lại các giải thích và nhận thức về sự kiện lịch sử được thảo luận, để đánh lừa người đọc, người nghe và người xem, do đó, chủ nghĩa phủ nhận lịch sử hoạt động như một kỹ thuật tuyên truyền. Thay vì nộp tác phẩm của mình để bình duyệt ngang hàng, các nhà sử học lật sử sẽ viết lại lịch sử và sử dụng ngụy biện logic để tạo dựng các lập luận nhằm đạt được kết quả mong muốn, một "lịch sử được sửa đổi" ủng hộ một chương trình nghị sự– chính trị, ý thức hệ, tôn giáo.
Trong hành nghề sử học, nhà sử học người Anh Richard J. Evans mô tả những khác biệt về mặt kỹ thuật giữa sử gia chuyên nghiệp và sử gia phủ nhận, lật sử, bình luận rằng: "Các sử gia có uy tín và chuyên nghiệp không xóa bỏ một số phần trích dẫn từ các tài liệu chống lại trường hợp của họ, mà xem xét chúng và nếu cần, sửa đổi trường hợp của họ cho phù hợp. Họ không trình bày, như là chính hãng, các tài liệu mà họ biết là giả mạo, chỉ vì những tài liệu giả mạo này tình cờ ủng hộ những gì họ đang nói. Họ không bịa ra những lý do khéo léo nhưng không hợp lý và hoàn toàn không có cơ sở để không tin tưởng các tài liệu chính hãng, bởi vì các tài liệu này trái ngược với lập luận của họ; một lần nữa, họ sửa đổi lập luận của mình, nếu đúng như vậy, hoặc thậm chí là từ bỏ chúng hoàn toàn. Họ không cố tình gán kết luận của riêng mình cho sách vở và các nguồn khác, trên thực tế, khi xem xét kỹ hơn, thực sự nói ngược lại. Họ không háo hức tìm kiếm những con số cao nhất có thể trong một loạt số liệu thống kê, bất kể độ tin cậy của chúng hay không, chỉ đơn giản vì chúng muốn, vì bất kỳ lý do gì, tối đa hóa con số đang được đề cập, nhưng thay vào đó, họ đánh giá tất cả các con số có sẵn, một cách công bằng nhất có thể, để đưa ra một con số có thể chịu được sự giám sát nghiêm ngặt của những người khác. Họ không cố ý dịch sai các nguồn tài liệu bằng tiếng nước ngoài để làm cho chúng hữu ích hơn cho họ. Họ không cố tình bịa ra các từ, cụm từ, trích dẫn, sự cố và sự kiện mà không có bằng chứng lịch sử nào, để làm cho các lập luận của họ hợp lý hơn". 
Lừa dối bao gồm việc cố ý, có chủ ý làm sai lệch thông tin, che giấu sự thật, và nói dối để thao túng dư luận về sự kiện lịch sử được thảo luận trong lịch sử đã xét lại. Nhà sử học lật sử áp dụng các kỹ thuật lừa dối để đạt được mục tiêu chính trị hoặc ý thức hệ, hoặc cả hai. Lĩnh vực lịch sử phân biệt giữa sách lịch sử dựa trên các nguồn đáng tin cậy, có thể xác minh được, đã được đánh giá ngang hàng trước khi xuất bản, và sách lịch sử lừa dối, dựa trên các nguồn không đáng tin cậy, không được gửi để đánh giá ngang hàng. Theo yêu cầu của Hoa Kỳ, Hàn Quốc dưới thời Tổng thống Park Chung Hee đã gửi khoảng 320.000 quân Hàn Quốc để chiến đấu cùng Hoa Kỳ và Nam Việt Nam trong Chiến tranh Việt Nam. Nhiều nhóm dân sự đã cáo buộc quân đội Hàn Quốc về nhiều "vụ thảm sát kiểu Mỹ Lai", trong khi Bộ Quốc phòng Hàn Quốc đã phủ nhận tất cả những cáo buộc như vậy. Các lực lượng Hàn Quốc bị cáo buộc đã gây ra các vụ thảm sát thảm sát Bình Tai, thảm sát Bình An, thảm sát Bình Hòa, thảm sát Hà My và một số vụ thảm sát khác trên khắp Việt Nam giết chết tới 9000 thường dân Việt Nam. Năm 2023, một tòa án Hàn Quốc đã ra phán quyết có lợi cho một nạn nhân người Việt Nam của những hành động tàn bạo của Hàn Quốc trong chiến tranh và ra lệnh rằng chính phủ Hàn Quốc phải bồi thường cho nạn nhân còn sống sót. Đáp lại, chính phủ Hàn Quốc đã lặp lại những lời phủ nhận trước đó về những hành động tàn bạo, và sau đó tuyên bố kháng cáo phán quyết này. Điều này đã làm căng thẳng mối quan hệ với Việt Nam, khi một phát ngôn viên của phía gọi quyết định này là "cực kỳ đáng tiếc".